# 埃米尔·奥德罗
埃米尔·奥德罗·穆利亚迪（Emilio Audero Mulyadi，1997年1月18日—) 是一名印度尼西亚职业足球运动员，司職守门员。現效力於意甲俱乐部克雷莫納 (科莫外借)，并為印度尼西亞國家足球隊征戰。

## 俱乐部
2008年，11岁的奥德罗被米开朗基罗·兰普拉發掘，隨後進入尤文图斯足球俱乐部青训体系。
2014年11月30日，奥德罗首次被主教练马西米利亚诺·阿莱格里列入尤文图斯足球俱乐部一线队名單，但長期未能上場比賽。2017年5月27日，奥德罗首次代表尤文图斯出场。 

## 國家隊比賽
由于奥德罗生于印度尼西亚馬塔蘭，父亲是印度尼西亚人，母亲是意大利人，因此他有资格代表意大利國家足球隊或者印度尼西亞國家足球隊參加比賽。1998年，他随家人搬到母亲的家乡库米亚纳定居。 他在21岁时丧失了印尼国籍。 2025 年3月10日，奥德罗重新获得印度尼西亚国籍。 
2025年2月，奥德罗宣布决定代表印度尼西亚参加国际比赛。  3月9日，奥德罗首次入选印度尼西亚国家足球队。 